# Islas Valaam

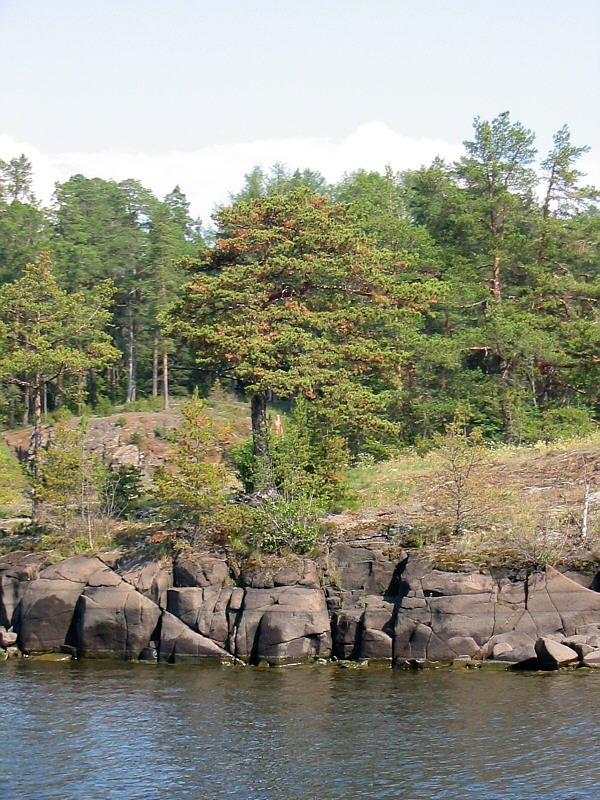
Vegetación típica del archipiélago.

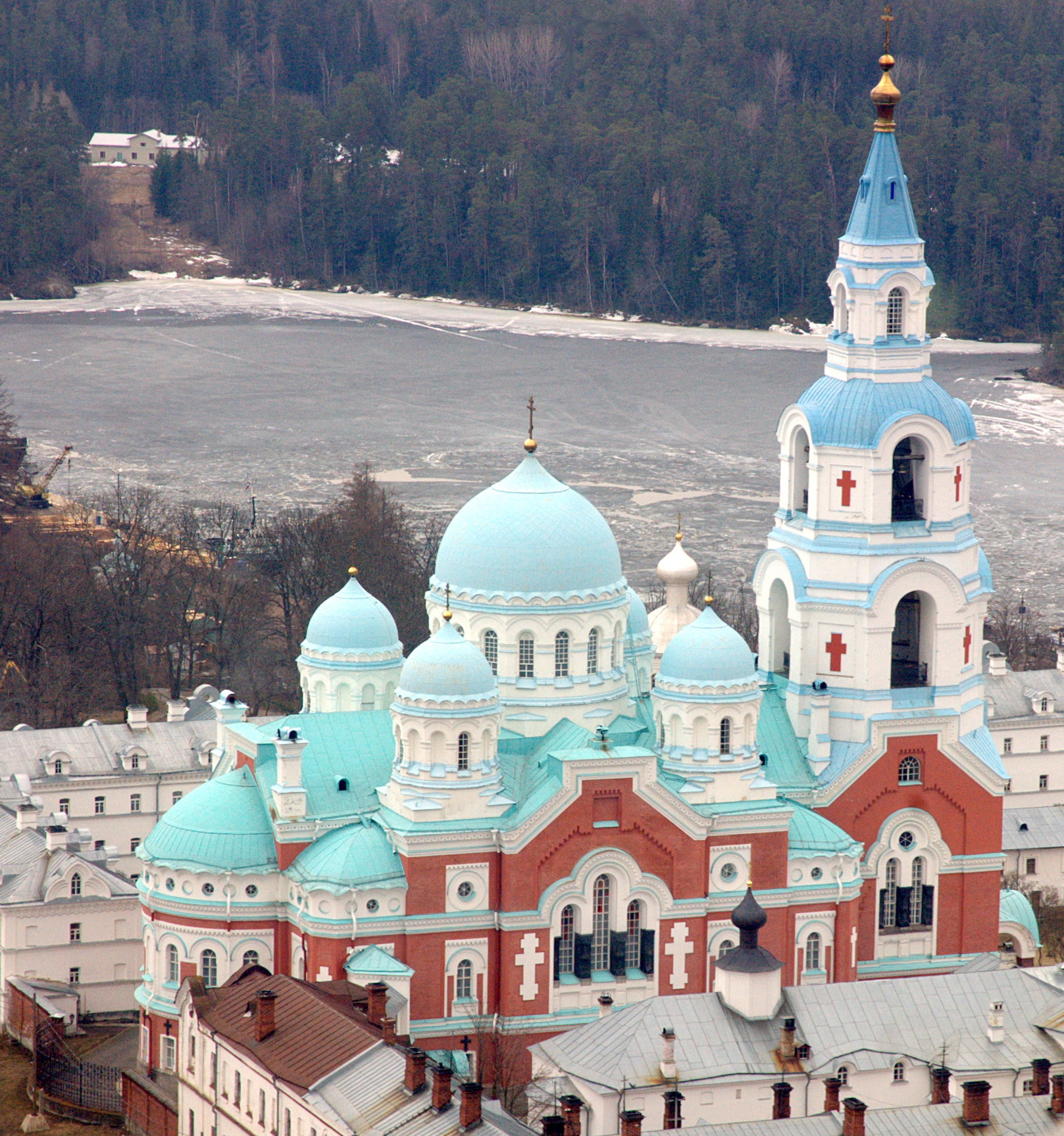
Monasterio-Catedral de Valaam.

Las islas Valaam,  también conocidas históricamente por el nombre finlandés Valamo (del ruso: Валаам); en finés: Valamo, son un archipiélago en la parte norte del lago Ládoga, situado en la república de Carelia de la Federación de Rusia. El área total de sus más de 50 islas es de 36 km². La isla más grande se llama también Valaam, bien conocida por el monasterio de Valaam del siglo XIV y por su belleza natural. En el siglo XII, las islas eran parte de la República de Nóvgorod. En el siglo XVII, fueron captados por Suecia durante la Era de los Trastornos, pero Rusia las reconquista menos de un siglo después. Cuando el Gran Ducado de Finlandia se creó en el siglo XIX como una parte autónoma del Imperio ruso, Alejandro I de Rusia hizo de Valaam una parte de Finlandia. En 1917, Valaam se convirtió en una parte de reciente independencia de Finlandia, pero fue adquirido por la URSS después de la Guerra de Invierno y la Guerra de Continuación. 
El nombre de la isla proviene de la palabra Valamo ugrofineses, lo que significa de la alta montaña, de tierra. La historia del clima y la naturaleza de la isla son únicos debido a su posición en el lago Ládoga. La primavera comienza a finales de marzo y el verano típico en Valaam consta de 30-35 días de sol anuales, que es más que en el continente. La temperatura media en julio es de 17 °C. El invierno y la nieve llega a principios de diciembre. A mediados de febrero la carretera de hielo a la ciudad más cercana de Sortavala (42 km) es transitable. La temperatura media del mes de febrero es de -8 °C. 
Más de 480 especies de plantas crecen en la isla, muchas de las cuales han sido cultivadas por los monjes. La isla está cubierta por bosques de coníferas, alrededor del 65% de los cuales son de pino. La isla fue visitada en varias ocasiones por los emperadores Alejandro I, Alejandro II, y otros miembros de la familia imperial. Otros visitantes famosos fueron Chaikovski y Dmitri Mendeléyev.
La isla está habitada permanentemente por algunos monjes y familias. En 1999, había alrededor de 600 residentes en la isla principal, incluido el personal del servicio militar, los trabajadores de la restauración, guías y monjes. Hay un jardín de infancia, un lugar de los deportes y las artes, una escuela y un centro médico. La comunidad de Valaam en este momento no tiene ninguna situación administrativa oficial. La disposición de habitantes, (Валаамцы - Valaamtsy), quieren que su acuerdo para recibir el estatus oficial de un asentamiento rural que les permita participar en las elecciones municipales. Sin embargo, los líderes del monasterio se oponen a esto.
Durante el verano, a la isla principal se puede llegar en barcos turísticos que salen de San Petersburgo en la noche y llegan a la isla a la mañana siguiente.
- Datos: Q673167
- Multimedia: Valaam Archipelago / Q673167